# 조선중앙텔레비죤
조선중앙텔레비죤(朝鮮中央-, 영어: Korean Central Television, KCTV, 표준어: 조선중앙텔레비전) 또는 조선중앙TV는 조선민주주의인민공화국의 조선중앙방송위원회가 운영하는 국영 텔레비전 방송국이다.
평양시 모란봉구역에 있는 평양텔레비죤탑에서 매일 9시에 시작해서 22시 30분까지 방송하며, 22시 35분 부터 7시 55분 까지 조선 중앙 라디오가 중계 된다.디지털 신호 방식의 텔레비전 방송은 유럽 표준 규격의 DVB 방식이다. 1999년에 조선노동당의 창건 기념일을 맞아, 태국 굴지의 통신 위성 사업자인 시나와트라 새틀라이트 사와 업무 협약을 맺은 후에, 인도양 상공에 떠 있는 '타이콤 3(Thaicom 3)'라는 인공 위성 신호를 통해서 위성방송을 실시하였다. 조선중앙텔레비죤은 각각 어린이 방송 시간과 영화 방송 시간이 있으며, TV 광고가 없는 대신 화면음악방송과 생활상식, 여행기가 소개된다.
2017년 12월 4일 15시(평양시간, UTC+08:30)부터는 16:9 비율의 HD 방송을 개시한 것으로 알려졌다. 이날부터 테스트 패턴을 기존의 필립스 PM5544에서 필립스 PM5644로 교체하였으며 백두산의 모습과 모든 영상을 16:9 비율로 내보냈다.

## 프로그램 구성

조선중앙텔레비죤의 테스트 패턴

조선중앙텔레비죤의 방송 프로그램들은 대개 선전 선동과 관련된 체제 선전물이 상당수를 차지하여, 먼저 뉴스로는 5시와 8시에 방송되는 종합 뉴스인 〈보도〉와 마감 뉴스인 〈오늘은 보도 중에서〉 방송되는 오늘의 보도가 있고, 둘째, 교양 프로그램으로는 해외 영화와 국내 제작 영화를 소개하는 외국영화감상과 추억에 남는 영화가 있다. 시사 프로그램은 시사대담이 있는데, 시사대담은 국내의 정치적인 문제를 다루고 있고, 보통 보도가 마치고 나서 방송된다. 오락 프로그램은 명랑한 텔레비젼무대와 요청무대, 전국근로자들의 노래경연대회가 있다. 그밖에 아동방송시간, 교육방송시간 등이 있으며, 텔레비전연속극과 체육소식이 방송된다.
텔레비전 드라마는 8시 〈보도〉가 끝난 다음에 방송되며, 주로 단막극인데, 연속극도 토막연속극과 교통안전연속극과 같은 여러 종류로 나뉘어 있다. 대표적인 텔레비전 드라마는 소설을 각색한 천세봉의 〈석개울의 새봄〉을 비롯하여, 여자들의 일상을 풍자한 〈가정〉, 〈엄마를 깨우지 말아〉, 그리고 평양교예단의 사랑 이야기를 담은 〈날아다니는 처녀〉들이 있다.
보통, 오후 5시 30분에 방송되는 초·고급중학교 방송 시간과 김일성방송대학 강좌방송이 따로 편성되어 있다.
어린이 방송 시간대엔 만화영화, 공연 및 장기자랑대회, 또 어린이를 위주로 하는 교양 프로그램을 방송하며, 영화 방송 시간은 영화전문방송을 하고 있다.
이 방송국에서 방송되는 영화들은 소련과 중국, 몽골 등 공산권 국가에서 개봉된 예술영화가 많은데, 공산주의 미담에 대한 것이다. 한편, 추억에 남는 영화를 통해서 국내 제작 영화도 소개한다.
이밖에도 노년층과 중년층이 참여하는 〈상식알아맞추기경연〉과 〈소학교·중학교 알아맞추기 경연〉, 혁명가요와 대중가요를 부르면 선물을 받는 〈전국 근로자들의 노래경연〉이 있으며 자막으로 통해 방송되는 〈현지방송〉, 근로자들을 위한 〈현지보도〉등이 있다.
동아시아 국가를 비롯한 동유럽, 호주, 러시아, 아프리카 등 전 세계 126개국에서 송출되는 위성방송은 중국의 통신 위성인 Chinasat 12 를 (과거에 태국의 인공위성 Thaicom 5 를 이용하여 위성방송도 실시하고 있었다) 송출되므로, 단순한 개인적인 시청 이외에, 어떠한 경우를 막론하고, 다세대 주택 등 업소나 공공 장소에서 공시청용 위성 안테나와 셋톱박스를 설치한 후, 일반 대중에게 시청케 하거나, 북한을 찬양할 목적 등 이적 표현물로 방송 내용을 유포할 경우, 국가보안법상 사회적 질서 유지에 반사회적인 행위에 성립되므로, 엄연한 형사 처벌의 대상이 될 수가 있었지만 2023년 9월 26일에 헌재가 국보법 관련 해서 심판을 진행 했다. 2024년 4월 12일에 북중 회담에서 방송 분야 협력을 체결 했다.
일부 올림픽, FIFA 월드컵 및 기타 해외 체육 경기 장면들에서는 외국 상표 부분이 모자이크 처리되는 경우가 있다.
2022년부터는 신년 전야 생방송이 진행되지 않았으며, 방송 종료를 앞둔 시점에서 남녀 아나운서들이 새해 인사를 전달하는 형식으로 전환되었다.

## 방송 시간

### 기본
- 평일 및 일요일 : 오전 9시 ~ 밤 10시 35분 ~ 오전 7시 55분 까지 조선 중앙 라디오를 내보낸다.단 한국은 실시간만 TV 방송 종료후엔 조선 중앙 라디오를 내보내지 않는다
- 공휴일, 매월 1·11·21일 : 오전 9시 ~ 밤 11시[8]
- 그 외 : 특별한 행사가 있는 날의 경우 오전에도 방송되는 경우도 가끔 있다. 또한 연말에서 연초로 넘어오는 12월 31일의 경우, 익일 새벽 1시에 방송이 종료되는 경우도 물론 있다. 다만 조선민주주의인민공화국 내부에서의 중대한 재해 등 국가적인 변고가 발생할 경우 정파 시간에도 뉴스 특보를 내보내는 경우도 있다.[9][10][11]

### 방송 시간 변천사
- 1971년 3월 7일 : 일요일 방송시간 연장 (10:00~12:00, 16:00~22:30)
- 1971년 8월 1일 : 일요일 방송시간 중단
- 1977년 3월 27일 : 일요일 방송시간 연장 (10:10~13:30, 15:00~23:30)
- 1978년 8월 6일 : 일요일 방송시간 재개 (10:00~13:00)
- 1979년 1월 3일 : 평일 방송시간 3시간 연장 (16:00~23:30)
- 1979년 1월 19일 : 평일 방송시간 1시간 30분 단축 (17:00~23:00)
- 1979년 1월 19일 ~ 2013년 7월 19일 : 평일·토요일 저녁 시간대[12]를 방송하였다.
- 2013년 7월 20일 ~ 2022년 5월 14일 : 평일·토요일 오후 3시부터 오후 5시까지 방송 시간이 확대되었다.
- 2022년 5월 16일 ~ : 코로나19 등 대유행 확산 문제로 인한 국가적 변고로 인하여, 평일·토요일 오전 9시부터 오후 3시까지 방송 시간이 확대되었다.

## 같이 보기
- 평양방송
- 조선중앙통신사